# Nanggewer Mekar
Nanggewer Mekar is een bestuurslaag in het regentschap Bogor van de provincie West-Java, Indonesië. Nanggewer Mekar telt 14.942 inwoners (volkstelling 2010).